# Средно училище „Никола Вапцаров“ (Приморско)
Средно училище „Никола Вапцаров“ е гимназия в град Приморско, област Бургас, създадена през 1879 г. Патрон на училището е Никола Вапцаров. То е разположено на ул. „Ропотамо“ № 48. Към 2024 г. директор на училището е Мариана Казларова.

## История
Училището е правоприемник на първото училище в района на Приморско – село Ченгер, открито през 1879 г. За няколко години е било затворено поради липса на учители. От 1895 г. то отново провежда редовно занятията си. През 1910 г. село Кюприя (днешния град Приморско) се обявява за самостоятелна община. През 1911 г. жителите дават идея за построяването на хубаво училище. През 1912 г. то е построено, но през есента започва Балканската война и от 1912 до 1913 г. в него не се провеждат учебни занятия. През 1985 г. то става общообразователно училище.